# Domi Kumbela
Domi Kumbela (Kinsasa, 20 de abril de 1984), conocido como Dominik, es un futbolista profesional congolés que juega en el Eintracht Brunswick de la 2. Bundesliga de Alemania, en el puesto de delantero. También posee la nacionalidad alemana.

## Trayectoria
Kumbela comenzó su carrera en el equipo juvenil del 1. FC Kaiserslautern, después de que el club canceló su contrato en el 2005 por la utilización de cannabis Kumbela se unió al FC Rot-Weiß Erfurt de la Regionalliga Nord. Fue despedido por el FC Rot-Weiß Erfurt en 2007, cuando fue acusado de agresión después de una pelea en una discoteca, un incidente por el que fue condenado a libertad condicional y una fianza de 16.000 €. Luego pasaría a jugar en el Eintracht Brunswick y SC Paderborn 07. Después de ser liberado por el SC Paderborn 07 el 7 de julio de 2009 firmaría contrato con el Rot Weiss Ahlen. Después de seis meses en Ahlen regresó al Eintracht Brunswick, el 8 de enero de 2010 durante su segunda temporada en el Eintracht Brunswick Kumbela se convirtió en un goleador prolífico para el club y contribuiria de manera significativa a para los ascensos su equipo desde la 3. Liga a la 2. Bundesliga en 2011, y de la 2. Bundesliga a la Bundesliga en 2013. El 3 de julio de 2014, Kumbela jugaría en la Superliga turca para el Karabükspor.

## Carrera internacional
En diciembre de 2012 Kumbela fue llamado para integrar el plantel preliminar de República Democrática del Congo para disputar Copa Africana de Naciones 2013 a desarrollarse en Sudáfrica, pero declinó la convocatoria para abocarse a su club.

## Vida personal
En 2013, Kumbela participó en la lucha contra el racismo en la campaña Elf gegen Rassismus para Mostrar al Racismo la Tarjeta Roja.

## Premios
- 2. Bundesliga máximo goleador: 2013
- 3. Liga máximo goleador: 2011
- Deportista del Norte alemán del Año: 2011

## Clubes
| Equipo                  | País     | Periodo   | Partidos | Goles |
| ----------------------- | -------- | --------- | -------- | ----- |
| FK Pirmasens            | Alemania | 2001-2002 | 7        | 1     |
| 1. FC Kaiserslautern II | Alemania | 2002-2005 | 43       | 8     |
| Rot-Weiss Erfurt        | Alemania | 2005-2007 | 53       | 17    |
| Eintracht Brunswick     | Alemania | 2008      | 14       | 2     |
| SC Paderborn 07         | Alemania | 2008-2009 | 30       | 8     |
| Rot Weiss Ahlen         | Alemania | 2009      | 6        | 0     |
| Eintracht Brunswick     | Alemania | 2009-2014 | 146      | 62    |
| Karabükspor             | Turquía  | 2014-2015 | 23       | 3     |
| SpVgg Greuther Furth    | Alemania | 2015      | 6        | 0     |
| Eintracht Brunswick     | Alemania | 2016-     | 50       | 15    |